# Tagoloan (Lanao del Norte)
Tagoloan (Bayan ng Tagoloan) är en kommun i Filippinerna. Kommunen ligger på ön Mindanao, och tillhör provinsen Lanao del Norte. Folkmängden uppgår till 8 233 invånare.
Tagoloan är indelat i 7 barangayer.

## Bildgalleri

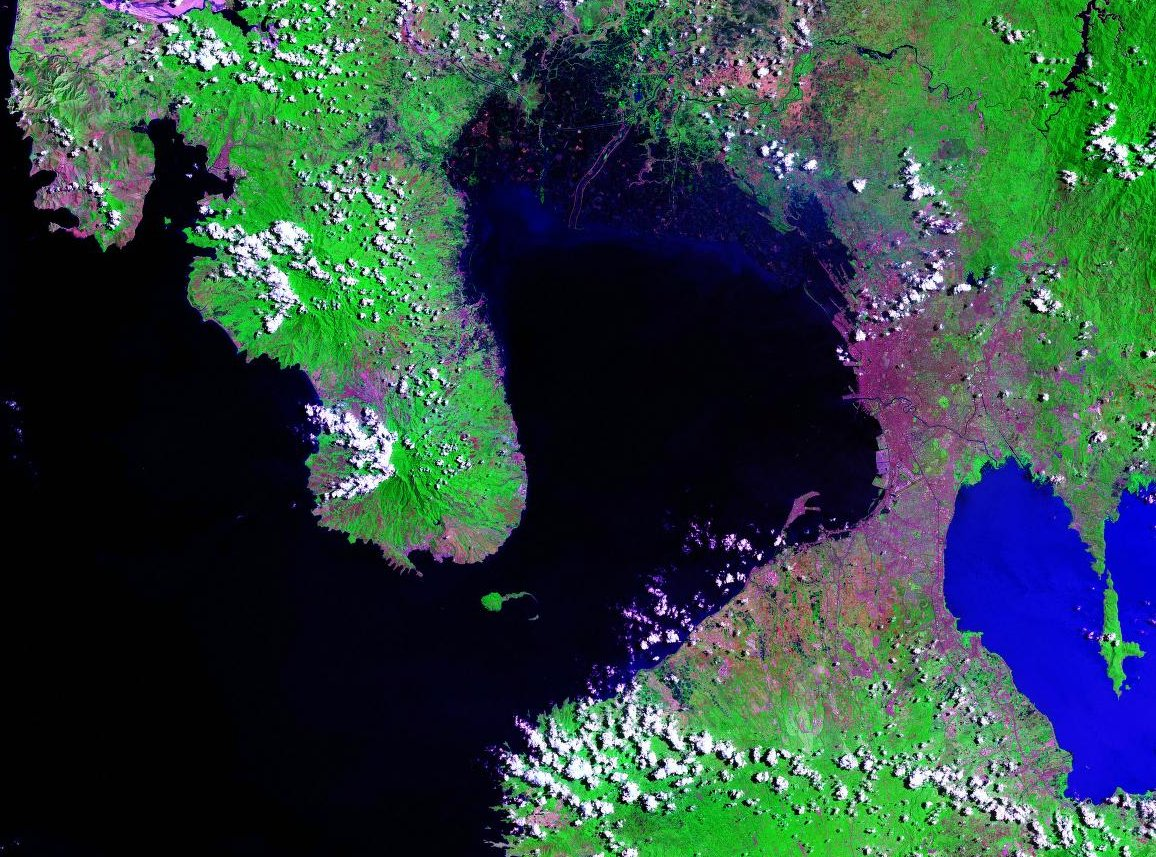
Satellitfoto över Manillabukten taget av Landsat 2000.